# Madeleine De Meulemeester
Madeleine De Meulemeester (* 8. Januar 1904 in Brügge; † 3. September 1996 in Lincé) war eine belgische Juristin, Pfadfinderfunktionärin, Judenretterin  und Gerechte unter den Völkern.

## Leben
Madeleine De Meulemeester studierte Rechtswissenschaften und wurde an der Université libre de Bruxelles promoviert. Mit Chanoine Leclerq gründete sie die Jeunesse Universitaire Catholique féminine (JUC) sowie die Association des Femmes Universitaires Catholiques (AFUC), die sie später in die Pfadfinderorganisation Guides Catholiques de Belgique überführte. Nach der Besetzung Belgiens während des Zweiten Weltkriegs durch Deutschland schloss sie sich zusammen mit ihrer Schwester Marcelle dem Widerstand an.  Sie versteckten jüdische Kinder und sorgten dafür, dass weitere Kinder versteckt wurden, wie Henri Szlamovicz, den Hélène de Bie (geborene Vandenbril; 1896–1983) 1942 als fünf Monate altes Baby in ihre Obhut nahm und ihn, später zusammen mit ihrem Ehemann Benoît de Bie († 1972), bis 1948 als ihr Kind aufzog. Von der Wohnung der Schwestern wurden klandestine Hörfunksendungen ausgestrahlt. 
Von 1946 bis 1954 war sie Generalkommissarin des französischsprachigen Zweigs der Guides Catholiques de Belgique. Von 1954 bis 1963 gehörte sie dem Weltkomitee der World Association of Girl Guides and Girl Scouts an. 
1999 wurde sie zusammen mit ihrer Schwester Marcelle zur Gerechten unter den Völkern ernannt. Weitere Mitglieder der Familie De Meulemeester folgten 2001, darunter Josane De Meulemeester, geborene Sigart.